# Moadon Kaduregel Ironi Kiryat Shmona
Il Moadon Kaduregel Ironi Kiryat Shmona (in ebraico מועדון כדורגל עירוני קרית שמונה‎?), noto come Ironi Kiryat Shmona, è una società calcistica israeliana con sede nella città di Kiryat Shmona, militante nella Ligat ha'Al, la massima serie del campionato israeliano di calcio.
Fino al 2012, il club ha avuto il nome ufficiale di "Hapoel Ironi Ituran Kiryat Shmona".

## Storia

### Fondazione
Il club è nato nel 2000 dalla fusione dei preesistenti club cittadini dell'Hapoel Kiryat Shmona e del Maccabi Kiryat Shmona, ambedue militanti nelle serie minori del campionato. Patrocinatore dell'operazione è l'uomo d'affari israeliano Izzy Sheratzky, presidente della società israeliana Ituran (operante nel settore dei navigatori GPS), nell'ambito di copiosi investimenti finalizzati a migliorare la qualità della vita degli abitanti di Kiryat Shmona. Quest'ultima città, obiettivo di migliaia di razzi sparati annualmente da Hezbollah dai territori oltre il vicino confine con il Libano, aveva infatti subito l'esodo di buona parte della popolazione, con conseguente chiusura di molte imprese e riduzione dei servizi pubblici per i residenti.

### I primi anni e la promozione in Ligat ha'Al
Iscritto al Girone settentrionale della Liga Alef (la quarta divisione del campionato israeliano), l'Ironi ottiene il primo posto, guadagnando subito la promozione in Liga Artzit. Al termine della stagione 2002-2003 giunge una nuova promozione, grazie al secondo posto che consente all'Ironi il passaggio in Liga Leumit.
L'anno dopo, l'Ironi sfiora la promozione in Ligat ha'Al, giungendo terzo per peggior differenza reti (di appena tre goal) nei confronti dell'Hapoel Nazareth Illit. Dopo un nuovo terzo posto nella stagione 2005-2006, l'Ironi Kiryat Shmona vince il campionato di Liga Leumit 2006-2007, ottenendo finalmente la promozione in Ligat ha'Al.

### Le prime stagioni nella massima serie
Il primo campionato in massima serie si chiude con il terzo posto e una storica qualificazione al primo turno preliminare di Coppa UEFA 2008-2009.
Nella successiva stagione, tuttavia, l'Ironi non riesce a mantenere il buon livello mostrato l'anno precedente. Nonostante il beneaugurante esordio europeo, con il passaggio del primo turno preliminare contro i montenegrini del Mogren (1-1 in casa e 0-3 a Budua), l'Ironi viene eliminato nel secondo turno preliminare dai bulgari del Liteks Loveč, capaci di vincere in Israele per 2-1, dopo lo 0-0 dell'andata.
In campionato, l'Ironi non è in grado di confermarsi nei livelli alti della classifica, concludendo il torneo all'ultimo posto, con retrocessione in Liga Leumit.

### Il ritorno in Ligat ha'Al
Il ritorno in Ligat ha'Al è immediato, con l'Ironi che vince agevolmente la stagione regolare e i play-off della Liga Leumit 2009-2010.
Nella Ligat ha'Al 2010-2011, l'Ironi giunge quarto al termine della stagione regolare, guadagnando la qualificazione ai play-off. Qui, tuttavia, ottiene solo una vittoria e un pareggio, a fronte di tre sconfitte, concludendo quinto e non riuscendo a qualificarsi ad una competizione europea. Nella stessa stagione, l'Ironi ha, comunque, modo di riscattarsi, vincendo per la prima volta la Coppa Toto Al, battendo in finale il Maccabi Petah Tiqwa per 1-0.

### Il primo titolo nazionale
Nel campionato 2011-2012, l'Ironi vince la gara d'esordio in casa dell'Hapoel Haifa (0-1), per poi uscire sconfitto in casa (1-3) dal Maccabi Netanya. A partire dalla terza giornata di campionato, tuttavia, l'Ironi inanella una serie di ben 25 risultati utili consecutivi che gli consentono, alla quindicesima giornata, di prendere il comando solitario della classifica e, al termine della stagione regolare, di concludere nettamente al primo posto, con 66 punti (19 vittorie, 9 pareggi e appena 2 sconfitte), la miglior difesa e la miglior differenza reti del campionato, oltre ad un vantaggio di 17 punti sull'Hapoel Tel Aviv, secondo classificato.
Ai play-off, dopo la sconfitta per 1-0 con il Bnei Yehuda, all'Ironi Kiryat Shmona è sufficiente lo 0-0 contro l'Hapoel Tel Aviv, ottenuto in casa il 2 aprile 2012, per vincere matematicamente il primo titolo della propria storia, con cinque giornate di anticipo.
Nella stessa stagione, l'Ironi bissa il successo dell'anno precedente in Coppa Toto Al, superando in finale ai rigori l'Hapoel Tel Aviv.

## Organico

### Rosa 2024-2025
Aggiornata al 21 gennaio 2025.
| N. |                    | Ruolo | Calciatore              |
| -- | ------------------ | ----- | ----------------------- |
| 1  | Israele (bandiera) | P     | Matan Zalmanovich       |
| 2  | Israele (bandiera) | D     | Noam Cohen              |
| 4  | Israele (bandiera) | D     | Itay Ben Shabat         |
| 5  | Israele (bandiera) | D     | Ayed Habashi (capitano) |
| 6  | Israele (bandiera) | D     | Uri Dahan               |
| 7  | Israele (bandiera) | A     | Guy Ben Lulu            |
| 8  | Israele (bandiera) | A     | Ofir Mizrahi            |
| 9  | Israele (bandiera) | A     | Abdallah Khlaikhal      |
| 10 | Israele (bandiera) | C     | Samuel Broun            |
| 13 | Ghana (bandiera)   | A     | Eugene Ansah            |
| 14 | Israele (bandiera) | C     | Ron Perets              |
| 15 | Israele (bandiera) | C     | Ariel Sheratzky         |

| N. |                     | Ruolo | Calciatore       |
| -- | ------------------- | ----- | ---------------- |
| 16 | Israele (bandiera)  | A     | Muhammad Shachar |
| 17 | Israele (bandiera)  | C     | Yadin Lugasi     |
| 18 | Israele (bandiera)  | D     | Dor Elo          |
| 19 | Israele (bandiera)  | C     | Roi Kehat        |
| 20 | Israele (bandiera)  | D     | Nir Drori        |
| 23 | Israele (bandiera)  | C     | Adrian Rochet    |
| 25 | Israele (bandiera)  | C     | Marcel Samara    |
| 26 | Israele (bandiera)  | A     | Basel Shaban     |
| 29 | Lituania (bandiera) | P     | Džiugas Bartkus  |
| 30 | Gambia (bandiera)   | C     | Saikou Touray    |
| 32 | Israele (bandiera)  | D     | Shay Ben David   |
| 99 | Brasile (bandiera)  | A     | Lúcio Maranhão   |

### Rosa 2023-2024
Aggiornata al 3 febbraio 2024.
| N. |                    | Ruolo | Calciatore              |
| -- | ------------------ | ----- | ----------------------- |
| 1  | Israele (bandiera) | P     | Nadav Zamir             |
| 2  | Israele (bandiera) | D     | Yuval Levin             |
| 3  | Israele (bandiera) | D     | Ziv Morgan              |
| 4  | Israele (bandiera) | D     | Itay Ben Shabat         |
| 5  | Israele (bandiera) | D     | Ayed Habashi (capitano) |
| 6  | Israele (bandiera) | D     | Uri Dahan               |
| 7  | Israele (bandiera) | A     | Guy Ben Lulu            |
| 8  | Israele (bandiera) | A     | Ofir Mizrahi            |
| 9  | Israele (bandiera) | A     | Abdallah Khlaikhal      |
| 10 | Israele (bandiera) | C     | Samuel Broun            |
| 13 | Ghana (bandiera)   | A     | Eugene Ansah            |
| 14 | Israele (bandiera) | C     | Ron Perets              |

| N. |                     | Ruolo | Calciatore       |
| -- | ------------------- | ----- | ---------------- |
| 16 | Israele (bandiera)  | A     | Muhammad Shachar |
| 17 | Israele (bandiera)  | C     | Yadin Lugasi     |
| 18 | Israele (bandiera)  | D     | Dor Elo          |
| 19 | Israele (bandiera)  | C     | Roi Kehat        |
| 20 | Israele (bandiera)  | D     | Nir Drori        |
| 23 | Israele (bandiera)  | C     | Adrian Rochet    |
| 25 | Israele (bandiera)  | C     | Marcel Samara    |
| 26 | Israele (bandiera)  | A     | Basel Shaban     |
| 29 | Lituania (bandiera) | P     | Džiugas Bartkus  |
| 30 | Gambia (bandiera)   | C     | Saikou Touray    |
| 32 | Israele (bandiera)  | D     | Shay Ben David   |
| 99 | Brasile (bandiera)  | A     | Lúcio Maranhão   |

### Rosa 2020-2021
Aggiornata al 28 agosto 2020.
| N. |                    | Ruolo | Calciatore               |
| -- | ------------------ | ----- | ------------------------ |
| 1  | Israele (bandiera) | P     | Nadav Zamir              |
| 2  | Israele (bandiera) | D     | Yuval Levin              |
| 3  | Israele (bandiera) | D     | Ziv Morgan               |
| 4  | Israele (bandiera) | D     | Itay Ben Shabat          |
| 5  | Israele (bandiera) | D     | Idan Nachmias (capitano) |
| 6  | Israele (bandiera) | D     | Uri Dahan                |
| 7  | Israele (bandiera) | A     | Guy Ben Lulu             |
| 8  | Israele (bandiera) | A     | Ofir Mizrahi             |
| 9  | Israele (bandiera) | A     | Abdallah Khlaikhal       |
| 10 | Israele (bandiera) | C     | Samuel Broun             |
| 11 | Israele (bandiera) | C     | Yoav Hofmayster          |
| 13 | Ghana (bandiera)   | A     | Eugene Ansah             |
| 14 | Israele (bandiera) | C     | Ron Perets               |

| N. |                     | Ruolo | Calciatore       |
| -- | ------------------- | ----- | ---------------- |
| 16 | Israele (bandiera)  | A     | Muhammad Shachar |
| 17 | Israele (bandiera)  | C     | Yadin Lugasi     |
| 18 | Israele (bandiera)  | D     | Dor Elo          |
| 19 | Israele (bandiera)  | C     | Roi Kehat        |
| 20 | Israele (bandiera)  | D     | Nir Drori        |
| 23 | Israele (bandiera)  | C     | Adrian Rochet    |
| 25 | Israele (bandiera)  | C     | Marcel Samara    |
| 26 | Israele (bandiera)  | A     | Basel Shaban     |
| 29 | Lituania (bandiera) | P     | Džiugas Bartkus  |
| 30 | Gambia (bandiera)   | C     | Saikou Touray    |
| 32 | Israele (bandiera)  | D     | Amir Ben Shimon  |
| 99 | Brasile (bandiera)  | A     | Lúcio Maranhão   |

### Rosa 2019-2020
| N. |                     | Ruolo | Calciatore               |
| -- | ------------------- | ----- | ------------------------ |
| 1  | Israele (bandiera)  | P     | Gad Amos                 |
| 2  | Brasile (bandiera)  | D     | Marcus Diniz             |
| 3  | Israele (bandiera)  | D     | Ziv Morgan               |
| 4  | Israele (bandiera)  | D     | Idan Nachmias (capitano) |
| 6  | Israele (bandiera)  | D     | Uri Dahan                |
| 7  | Giamaica (bandiera) | A     | Maalique Foster          |
| 8  | Israele (bandiera)  | C     | Samuel Broun             |
| 9  | Israele (bandiera)  | A     | Yoel Abuhatzira          |
| 10 | Israele (bandiera)  | C     | Omer Lakou               |
| 11 | Israele (bandiera)  | C     | Eden Karzev              |
| 12 | Moldavia (bandiera) | C     | Radu Gînsari             |
| 16 | Israele (bandiera)  | A     | Muhammad Shachar         |

| N. |                          | Ruolo | Calciatore       |
| -- | ------------------------ | ----- | ---------------- |
| 18 | Israele (bandiera)       | D     | Samuel Scheimann |
| 19 | Israele (bandiera)       | D     | Gal Shish        |
| 20 | Israele (bandiera)       | D     | Idan Ratta       |
| 21 | Israele (bandiera)       | A     | Guy Ben Lulu     |
| 22 | Israele (bandiera)       | C     | Ismaeel Ryan     |
| 23 | Israele (bandiera)       | D     | Amir Ben Shimon  |
| 26 | Brasile (bandiera)       | C     | Silas            |
| 29 | Lituania (bandiera)      | P     | Džiugas Bartkus  |
| 71 | Israele (bandiera)       | A     | Ahmed Abed       |
| 77 | Israele (bandiera)       | D     | Ori Tza'adon     |
| 98 | Israele (bandiera)       | P     | Daniel Benesh    |
|    | Nuova Zelanda (bandiera) | D     | Dylan de Jong    |

## Rosa 2017-2018
Rosa aggiornata al 3 ottobre 2017
| N. |                        | Ruolo | Calciatore        |
| -- | ---------------------- | ----- | ----------------- |
| 1  | Israele (bandiera)     | P     | Itamar Nitzan     |
| 4  | Israele (bandiera)     | D     | Idan Nachmias     |
| 5  | Serbia (bandiera)      | D     | Miloš Radivojević |
| 6  | Israele (bandiera)     | C     | Amir Nassar       |
| 7  | Israele (bandiera)     | C     | Ahmed Abed        |
| 8  | Israele (bandiera)     | C     | Ido Davidov       |
| 9  | Israele (bandiera)     | A     | Shoval Gozlan     |
| 11 | Israele (bandiera)     | A     | Shon Weissman     |
| 12 | Brasile (bandiera)     | D     | Diniz             |
| 15 | Israele (bandiera)     | A     | Anas Mahamid      |
| 17 | Paesi Bassi (bandiera) | A     | Nigel Hasselbaink |
| 18 | Israele (bandiera)     | C     | Eden Shamir       |

| N. |                           | Ruolo | Calciatore           |
| -- | ------------------------- | ----- | -------------------- |
| 19 | Israele (bandiera)        | A     | Rotem Hatuel         |
| 20 | Israele (bandiera)        | C     | Sagiv Yehezkel       |
| 21 | Israele (bandiera)        | D     | Iyad Abu Abaid       |
| 22 | Israele (bandiera)        | C     | Ismail Ryan          |
| 24 | Spagna (bandiera)         | D     | Carlos Cuéllar       |
| 25 | Israele (bandiera)        | D     | Sun Menahem          |
| 26 | Israele (bandiera)        | D     | Dean Maimoni         |
| 27 | Portogallo (bandiera)     | C     | Afonso Taira         |
| 28 | Costa d'Avorio (bandiera) | C     | Jean-Charles Brossou |
| 45 | Israele (bandiera)        | P     | Mahadi Zuabi         |
| 55 | Israele (bandiera)        | P     | Guy Haimov           |

## Rosa 2014-2015
Rosa aggiornata al 24 febbraio 2015
| N. |                               | Ruolo | Calciatore             |
| -- | ----------------------------- | ----- | ---------------------- |
| 1  | Israele (bandiera)            | P     | Rom Iluz               |
| 3  | Brasile (bandiera)            | D     | Kassio                 |
| 4  | Suriname (bandiera)           | D     | Touvarno Pinas         |
| 5  | Israele (bandiera)            | D     | Shir Tzedek (capitano) |
| 6  | Israele (bandiera)            | D     | Hen Dilmoni            |
| 7  | Israele (bandiera)            | C     | Ahmed Abed             |
| 8  | Israele (bandiera)            | A     | Ofir Mizrahi           |
| 9  | Israele (bandiera)            | A     | Shimon Abuhatzira      |
| 10 | Zambia (bandiera)             | A     | Rodgers Kola           |
| 11 | Rep. Centrafricana (bandiera) | A     | David Manga            |
| 14 | Israele (bandiera)            | D     | Oded Elkayam           |
| 15 | Israele (bandiera)            | C     | Vladimir Brown         |

| N. |                     | Ruolo | Calciatore       |
| -- | ------------------- | ----- | ---------------- |
| 16 | Israele (bandiera)  | C     | Tamir Kahlon     |
| 17 | Israele (bandiera)  | D     | Eran Azrad       |
| 18 | Lituania (bandiera) | C     | Mindaugas Panka  |
| 19 | Israele (bandiera)  | C     | Roi Kahat        |
| 23 | Israele (bandiera)  | C     | Adrian Rochet    |
| 26 | Israele (bandiera)  | D     | Dean Maimoni     |
| 28 | Israele (bandiera)  | C     | Eden Shamir      |
| 29 | Israele (bandiera)  | D     | Gal Mayo         |
| 45 | Israele (bandiera)  | P     | Mahadi Zuabi     |
| 55 | Israele (bandiera)  | P     | Guy Haimov       |
| 77 | Israele (bandiera)  | C     | Ahad Azam        |
|    | Israele (bandiera)  | A     | Yoel Chehanovich |

## Rosa 2012-2013
| N. |                    | Ruolo | Calciatore       |
| -- | ------------------ | ----- | ---------------- |
| 1  | Israele (bandiera) | P     | Rom Iluz         |
| 2  | Israele (bandiera) | D     | Itzhak Cohen     |
| 3  | Israele (bandiera) | D     | Mekonent Yazo    |
| 4  | Israele (bandiera) | D     | Ben Vahaba       |
| 5  | Israele (bandiera) | D     | Shir Tzedek      |
| 6  | Israele (bandiera) | C     | Ravid Gazal      |
| 7  | Israele (bandiera) | A     | Ahmed Abed       |
| 8  | Israele (bandiera) | C     | Ehud Maaravi     |
| 9  | Israele (bandiera) | A     | Yoel Czehanovicz |
| 11 | Israele (bandiera) | C     | Dan Einbinder    |
| 12 | Israele (bandiera) | C     | Beni Ben Zaken   |
| 13 | Israele (bandiera) | P     | Danny Amos       |
| 14 | Israele (bandiera) | C     | Wael Mresat      |
| 15 | Israele (bandiera) | D     | El'ad Gabai      |

| N. |                               | Ruolo | Calciatore               |
| -- | ----------------------------- | ----- | ------------------------ |
| 16 | Israele (bandiera)            | C     | Adi Elisha               |
| 17 | Israele (bandiera)            | D     | Salah Hasarma            |
| 18 | Argentina (bandiera)          | C     | Bryan Gerzicich          |
| 20 | Israele (bandiera)            | D     | Lior Levi                |
| 21 | Finlandia (bandiera)          | C     | Roni Porokara            |
| 22 | Macedonia del Nord (bandiera) | C     | Darko Tasevski           |
| 23 | Israele (bandiera)            | C     | Adrian Rochet (Capitano) |
| 24 | Argentina (bandiera)          | A     | David Solari             |
| 25 | Israele (bandiera)            | A     | Ofir Mizrachi            |
| 26 | Israele (bandiera)            | C     | Sintayehu Sallalich      |
| 29 | Ungheria (bandiera)           | A     | László Lencse            |
| 45 | Israele (bandiera)            | P     | Itamar Nitzan            |
| 50 | Israele (bandiera)            | D     | Matan Ohayon             |
| 81 | Serbia (bandiera)             | D     | Dušan Matović            |

## Palmarès

### Competizioni nazionali
- Campionati israeliani: 1

2011-2012
- Coppa d'Israele: 1

2013-2014
- Supercoppa d'Israele: 1
  - 2015
- Toto Cup Al: 2
  - 2010-2011, 2011-2012
- Toto Cup Leumit: 2
  - 2006-2007, 2009-2010
- Liga Leumit: 3
  - 2006-2007, 2009-2010, 2023-2024
- Liga Alef: 1
  - Girone settentrionale 2000–2001

### Altri piazzamenti
- Campionato israeliano:

Secondo posto: 2014-2015
Terzo posto: 2007-2008, 2013-2014
- Coppa d'Israele:

Finalista: 2012-2013
Semifinalista: 2010-2011, 2017-2018
- Coppa di Lega israeliana:

Semifinalista: 2017-2018, 2019-2020
- Liga Leumit:

Terzo posto: 2003-2004, 2005-2006